# Zoobentos

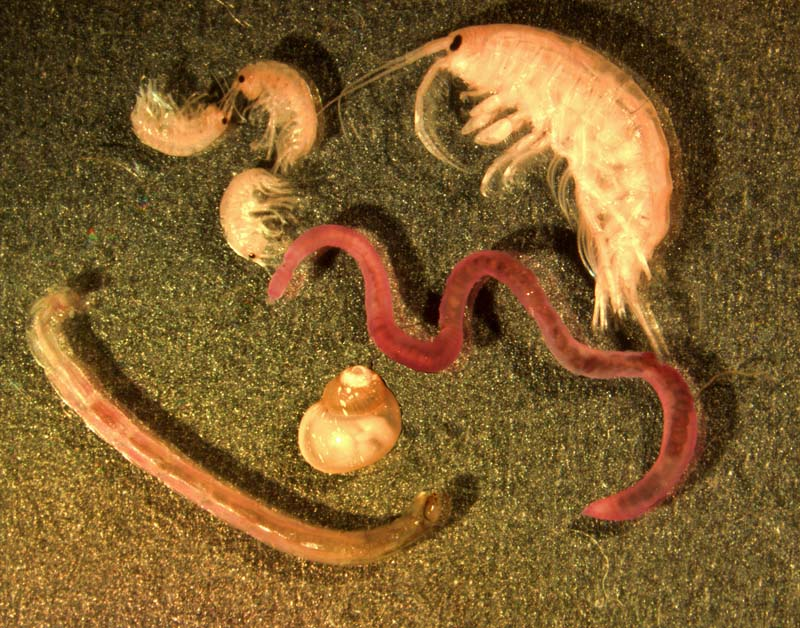
Animais típicos do zoobentos marinho

Em biologia marinha e limnologia, chama-se zoobentos ao conjunto dos animais e muitos protistas heterotróficos que vivem no substrato dos ecossistemas aquáticos.
Costuma subdividir-se este grupo de organismos de acordo com o seu tamanho e tipo de contacto com o fundo:
- Macrofauna - animais visíveis a olho nu, como a maior parte dos caranguejos, os equinodermes, algumas espécies de peixes e outros;
- Meiofauna - animais que vivem permanentemente enterrados no sedimento, quer livres, quer dentro de estruturas por eles construídas; muitos moluscos, como as amêijoas, e vários tipos de vermes; e
- Microfauna - animais microscópicos que se desenvolvem sobre o substrato, principalmente protistas.

Apesar de serem mais comuns os estudos destas associações em meio marinho, também se estudam em ecossistemas de água doce, como planícies de inundação e outras zonas húmidas.

## Nota
As palavras bentos, nécton, plâncton e as palavras compostas destas não têm plural.